# Widawka (rzeka)
Widawka – rzeka, prawy dopływ Warty o długości 95,8 km i powierzchni dorzecza 2385 km².
Źródła rzeki znajdują się na Wzgórzach Radomszczańskich w południowej części województwa łódzkiego, w gminie Kodrąb. W Kotlinie Szczercowskiej rzeka tworzy meandry. Płynie przez tereny odkrywkowej Kopalni Węgla Brunatnego Bełchatów. Przepływa przez Szczerców, Restarzew, Chociw, Rogóźno. Jej lewymi dopływami są: Struga Aleksandrowska, Nieciecz, Krasówka, Świętojanka, Kręcica, a prawymi: Grabia, Pilsia, Ścichawka, Jeziorka, Rakówka, Chrząstawka.
Woda w rzece częściowo pochodzi z pomp głębinowych odwadniających odkrywkę Bełchatów i Szczerców. Wody rzeki Widawki mieszczą się w II klasie czystości (2004 r.). Odcinek od mostu w miejscowości Żar (gmina Kluki), do mostu w miejscowości Lubośnia (gmina Szczerców) zaliczany jest do wód krainy ryb łososiowatych i lipienia.